# Церковь Троицы Живоначальной (Ефремов)
Церковь Троицы Живоначальной — действующий православный храм в городе Ефремове Тульской области России.

## Описание

### История Соборной Троицкой церкви (XVII в.)
Троицкая церковь была самой древней в Ефремове. Её основание относится ко времени строительства здесь острога — 1630-е годы. Она была главной церковью в крепости, отсюда и её значение — соборная. Первоначально храм с приделом Смоленской иконы Божией Матери был деревянный. В 1795 году, метрах в тридцати от деревянной, на средства прихожан и бо́льшей части купца К. И. Минаева была построена каменная Соборная церковь в то же именование с приделом в трапезной части во имя Смоленской иконы Божией Матери Одигитрии. Церковь представляла собой однокупольный четверик вертикальной пропорции с трапезной, связанной с многоярусной колокольней под шпилем. В 1823 году пристроили левый придел во имя Архистратига Архангела Михаила. Самой почитаемой святыней храма была древняя икона Божией Матери Одигитрии. В народном предании сохранилось несколько случаев проявления чудодейственной силы этой иконы — во время эпидемии холеры и большого пожара в городе.

В приход Соборной Троицкой церкви входила южная часть города. Закрыта была в 1929, окончательно разрушена в 1945 году.

### Новая Троицкая церковь (XXI в.)
6 ноября 2000 года состоялась закладка камня современного храма, который получил именование в честь своего предшественника — Соборной Троицкой церкви. В 2001 церковь была построена. Освящение приурочили к празднику — дню Святой Троицы. Современный храм находится вблизи ранее разрушенного. На места престолов старого храма указывают построенные на них храмы-часовни. Внутреннее убранство отличается от прежнего храма: настенную живопись сменили большие иконы в человеческий рост.